# Juan Cámara
Juan del Carmen Cámara Mesa, noto semplicemente come Juan Cámara (Jaén, 13 febbraio 1994), è un calciatore spagnolo, centrocampista dell'Inter Escaldes.

## Carriera
Nato a Jaén, figlio di un portiere che ha militato nel Real Jaén, Cámara ha iniziato a giocare nelle giovanili del Villarreal. Il 3 giugno 2012, nell'ultima giornata del campionato di Segunda División, ha debuttato tra i professionisti, giocando per 27 minuti con la seconda squadra nella sconfitta in casa per 0-1 contro il Deportivo La Coruña.
Il 3 luglio 2014, Cámara va a giocare in un'altra seconda squadra, quella del Barcellona, anch'essa militante in seconda divisione. Realizza la sua prima rete tra i professionisti il 28 settembre successivo, nel pareggio in trasferta per 3-3 contro il Maiorca. Chiude la stagione realizzando sei reti in 30 partite, tra cui una doppietta nella vittoria casalinga per 3-1 contro il Recreativo Huelva il 18 gennaio 2015.
Il 23 agosto 2015, viene integrato nella rosa della prima squadra del Barcellona, rimanendo in panchina nella vittoria per 1-0 contro l'Athletic Bilbao nella prima giornata di campionato. Esordisce in prima squadra il 9 dicembre successivo, giocando l'incontro di Champions League pareggiato 1-1 contro il Bayer Leverkusen, subentrando a Jordi Alba negli ultimi 16 minuti della partita.
Il 10 febbraio 2016, Cámara subentra a Ivan Rakitić al minuto '76 nel pareggio in trasferta per 1-1 contro il Valencia nell'incontro di ritorno delle semifinali della Coppa del Re, realizzando l'assist per il gol di Wilfrid Kaptoum. Grazie al suo contributo, ha aumentato la striscia di imbattibilità del Barcellona in 29 partite, superando il precedente record di 28 sotto la guida di Pep Guardiola nella stagione 2010-2011.
Il 31 agosto 2016 viene girato in prestito al Girona, in seconda divisione, per l'intera stagione. Dopo che la sua squadra ha ottenuto la promozione, il 10 agosto 2017 è stato ceduto al Reus con la stessa formula.
Il 9 agosto 2018 rimane svincolato, e, poco dopo, firma con i polacchi del Miedź Legnica. Il 31 maggio successivo, firma un contratto quadriennale con lo Jagiellonia, rimanendo sempre in Polonia.
In seguito verrà girato in prestito alla Dinamo Bucarest e all'U Craiova, entrambe in Romania per poi andare a giocare agli azeri del Sabah.

## Statistiche

### Presenze e reti nei club
Statistiche aggiornate al 5 marzo 2023.
| Stagione            | Squadra             | Campionato          | Campionato | Campionato | Coppe nazionali | Coppe nazionali | Coppe nazionali | Coppe continentali | Coppe continentali | Coppe continentali | Altre coppe | Altre coppe | Altre coppe | Totale | Totale |
| Stagione            | Squadra             | Comp                | Pres       | Reti       | Comp            | Pres            | Reti            | Comp               | Pres               | Reti               | Comp        | Pres        | Reti        | Pres   | Reti   |
| ------------------- | ------------------- | ------------------- | ---------- | ---------- | --------------- | --------------- | --------------- | ------------------ | ------------------ | ------------------ | ----------- | ----------- | ----------- | ------ | ------ |
| giu. 2012           | Villarreal B        | SD                  | 1          | 0          | -               | -               | -               | -                  | -                  | -                  | -           | -           | -           | 1      | 0      |
| 2012-2013           | Villarreal B        | SDB                 | 33         | 5          | -               | -               | -               | -                  | -                  | -                  | -           | -           | -           | 33     | 5      |
| 2013-2014           | Villarreal B        | SDB                 | 36         | 9          | -               | -               | -               | -                  | -                  | -                  | -           | -           | -           | 36     | 9      |
| Totale Villarreal B | Totale Villarreal B | Totale Villarreal B | 70         | 15         |                 | -               | -               |                    | -                  | -                  |             | -           | -           | 70     | 15     |
| 2014-2015           | Barcellona B        | SD                  | 30         | 6          | -               | -               | -               | -                  | -                  | -                  | -           | -           | -           | 30     | 6      |
| 2015-2016           | Barcellona B        | SDB                 | 30         | 6          | -               | -               | -               | -                  | -                  | -                  | -           | -           | -           | 30     | 6      |
| ago. 2016           | Barcellona B        | SDB                 | 1          | 0          | -               | -               | -               | -                  | -                  | -                  | -           | -           | -           | 1      | 0      |
| Totale Barcellona B | Totale Barcellona B | Totale Barcellona B | 61         | 12         |                 | -               | -               |                    | -                  | -                  |             | -           | -           | 61     | 12     |
| 2015-2016           | Barcellona          | PD                  | 0          | 0          | CR              | 1               | 0               | UCL                | 1                  | 0                  | SS+SU+Cmc   | 0           | 0           | 2      | 0      |
| 2016-2017           | Girona              | SD                  | 3          | 0          | CR              | 1               | 0               | -                  | -                  | -                  | -           | -           | -           | 4      | 0      |
| 2017-2018           | Reus                | SD                  | 17         | 0          | CR              | 1               | 0               | -                  | -                  | -                  | -           | -           | -           | 18     | 0      |
| 2018-2019           | Miedź Legnica       | EK                  | 27         | 3          | CP              | 4               | 0               | -                  | -                  | -                  | -           | -           | -           | 31     | 3      |
| 2019-2020           | Jagiellonia         | EK                  | 25         | 2          | CP              | 1               | 1               | -                  | -                  | -                  | -           | -           | -           | 26     | 3      |
| ago.-set. 2020      | Jagiellonia         | EK                  | 2          | 0          | CP              | 1               | 0               | -                  | -                  | -                  | -           | -           | -           | 3      | 0      |
| set. 2020-gen. 2021 | Dinamo Bucarest     | L1                  | 12         | 2          | CR              | 1               | 0               | -                  | -                  | -                  | -           | -           | -           | 13     | 2      |
| feb.-giu. 2021      | U Craiova           | L1                  | 12         | 0          | CR              | 4               | 0               | -                  | -                  | -                  | -           | -           | -           | 16     | 0      |
| 2021-2022           | Sabah               | PL                  | 19         | 4          | CA              | 3               | 1               | -                  | -                  | -                  | -           | -           | -           | 22     | 5      |
| 2022-2023           | Jagiellonia         | EK                  | 8          | 0          | CP              | 0               | 0               | -                  | -                  | -                  | -           | -           | -           | 8      | 0      |
| Totale Jagiellonia  | Totale Jagiellonia  | Totale Jagiellonia  | 35         | 2          |                 | 2               | 0               |                    | -                  | -                  |             | -           | -           | 37     | 2      |
| Totale carriera     | Totale carriera     | Totale carriera     | 256        | 37         |                 | 17              | 2               |                    | 1                  | 0                  |             | 0           | 0           | 274    | 39     |

## Palmarès

### Club

#### Competizioni nazionali
- Coppa di Spagna: 1

Barcellona: 2015-2016
- Coppa di Romania: 1

U Craiova: 2020-2021